# NGC 2945
NGC 2945 est une vaste galaxie lenticulaire située dans la constellation de l'Hydre. NGC 2945 a été découverte par l'astronome britannique John Herschel en 1835.

## Caractéristiques
Sa vitesse par rapport au fond diffus cosmologique est de 4 960 ± 28 km/s, ce qui correspond à une distance de Hubble de 73,2 ± 5,1 Mpc (∼239 millions d'al).
À ce jour, une mesure non basée sur le décalage vers le rouge (redshift) donne une distance d'environ 92,000 Mpc (∼300 millions d'al). Cette valeur est à l'extérieur des valeurs de la distance de Hubble. Notons que c'est avec la valeur moyenne des mesures indépendantes, lorsqu'elles existent, que la base de données NASA/IPAC calcule le diamètre d'une galaxie et qu'en conséquence le diamètre de NGC 2945 pourrait être d'environ 60,9 kpc (∼199 000 al) si on utilisait la distance de Hubble pour le calculer.
NGC 2945 est une galaxie à noyau actif (AGN).